# 聯合國安全理事會第50號決議
《聯合國安理會50號決議》是1948年5月29日在聯合國安全理事會第310次會議通過的。這項決議請求所有與巴勒斯坦紛爭有關的政府當局發出為期四星期的停火令，期間不得運送戰鬥人員進入巴勒斯坦、埃及、伊拉克、黎巴嫩、沙地阿拉伯、敘利亞、外約旦和也門，亦不得將戰爭物資運入或運出上述區域。決議還促請各國政府盡力確保區域內聖地和耶路撒冷市的安全以及進出自由。同時亦指示在巴勒斯坦的聯合國停戰委員會監督各方遵行上述規定，並提供足夠的軍事觀察員進行所需工作。若決議案所提出的條件遭否決，則安理會重新審議巴勒斯坦問題並按聯合國憲章第七章處理。
該決議是逐段表決的，因此沒有對整份決議進行投票通過。

## 外部連結
- 50號決議全文 （页面存档备份，存于）